# Miguel Mellado
Miguel Alberto Mellado (18 de marzo de 1993, Río Colorado, Río Negro, Argentina) es un futbolista argentino. Se desempeña en la posición de centrocampista defensivo y su equipo actual es O. F. I. Creta F. C. de la Superliga de Grecia.

## Palmarés
| Título                                  | Club                    | País      | Año     |
| --------------------------------------- | ----------------------- | --------- | ------- |
| Primera B                               | C. A. Chacarita Juniors | Argentina | 2014    |
| Ascenso a Primera División de Argentina | C. A. Chacarita Juniors | Argentina | 2017/18 |